# Yanni
Pour les articles ayant des titres homophones, voir Yanis et Yannis.
Pour les articles homonymes, voir Yanni (homonymie).
Ioannis Hrysomallis (en grec moderne : Ιωάννης Χρυσομάλλης - prononcé Chrysomallis), dit Yanni, est un compositeur, pianiste, claviériste grec autodidacte, de style new age, né le 14 novembre 1954 à Kalamata en Grèce.

## Biographie

### Enfance
Dès son plus jeune age, Yanni montre un certain talent pour le piano. Encouragé par ses parents, il se perfectionne d'abord en autodidacte, ne connaissant pas le solfège.
En 1969, âgé de 14 ans, Yanni remporte le record de natation dans l'équipe nationale grecque sur le 50 mètres nage libre.

### 1973-1976: les États-Unis
En 1972, à l'âge de dix-huit ans, il quitte sa Grèce natale pour entrer à l'Université du Minnesota. À côté d’études de psychologie, il continue à se perfectionner au piano et sur d’autres instruments de type clavier. Son diplôme de psychologie obtenu en 1977, Yanni intègre des groupes de rock auto-produits, dont Chameleon. Devenu autonome dans la production musicale, il produit son premier album seul, Optymistique. il déménagea en Californie pour poursuivre ses travaux dans la bande sonore de films.

### 1984: le groupeChameleon
En 1984, Yanni signe un accord avec Atlantic Records, qui réédite alors Optimystique, dont la précédente sortie et distribution avaient été très confidentielles. Cet accord ne durera pas longtemps, mais suffisamment pour que l’album soit remarqué par un autre label, Private Music.

### 1985-1990: la carrière solo
En 1986, le second album de Yanni, Keys to Imagination, sort sous le label Private Music, et réédite encore l’album Optimystique sous ce nouveau label.
Yanni déménage à Los Angeles, et s’adonne à la composition de musiques de films. Il continue d’enregistrer en tant qu’artiste solo et sort en 1987 son troisième album, Out of Silence.
Commence alors la première tournée de concerts. Il embarque avec lui John Tesh aux claviers et l’ancien batteur de Chameleon, Charlie Adams. 
En 1990, après la sortie de Reflections of Passion, Yanni donne un concert spécial avec le Dallas Symphony Orchestra, un véritable aperçu des grands événements qu’il donnerait dans le futur.

### 1991-1993: les années Los Angeles
L’album Celebration of Life sort en 1991, tandis que Yanni se produit au cours des trois années suivantes en tournée.
En 1992, il est nommé aux Grammy pour ses albums, Dare To Dream, et en 1993 pour In My Time.
Dans le même temps, sa musique commence à être diffusée dans des publicités à la télévision et pendant des événements sportifs, faisant ainsi grossir la communauté de fans et amenant un nouveau public à sa musique.
Son succès est grandissant, avec la sortie de Yanni Live at the Acropolis, un concert filmé le 23 septembre 1993 au Théâtre Odéon d'Hérode Atticus à Athènes, en Grèce, concert réputé comme étant la deuxième meilleure vente de clips-vidéos de tous les temps.
Le titre Acroyali/Standing In Motion est prétendu détenir le Mozart's Effect selon le Journal of the Royal Society of Medicine, à cause de ses similitudes (tempo, structure, mélodie, harmonisation et prédictibilité) avec l’œuvre K 448 de Mozart.

### 1993-1995: autour du monde
Yanni donne pour la première fois des concerts autour du monde, notamment au temple Toji à Kyoto (Japon), au Royal Albert Hall à Londres et à l’Acropole d’Athènes.
Yanni a depuis donné des concerts dépassant les deux millions de personnes dans plus de vingt pays à travers le monde.
Ses tournées de concerts en Amérique du Nord en 1995, 1998 et 2003-2005 finissent dans le Top 10 des tournées de concerts de l'année. Il accumule plus de 35 disques d'or et de platine au niveau mondial, avec des ventes totalisant plus de vingt millions d'exemplaires.
Avec la diffusion en télévision, Yanni gagne en célébrité, et écoule notamment 7 millions de copies du Live At The Acropolis.
Ses compositions sont utilisées dans toutes les émissions de télévision des Jeux olympiques depuis 1988. 

### 1996-1998: l’album et la tournéeTribute
En 1997, Yanni devient l'un des quelques interprètes autorisés à faire un concert au Taj Mahal, en Inde. Il est la même année le premier occidental à jouer dans la Cité Interdite de Pékin.
Yanni Live ! The Concert Event, est tourné en 2006.

### 1998-2000: l'introspection
Après la tournée de concert qui s’achève en 1998, Yanni s’éclipse pendant deux ans.
Il revient avec un album studio très différent et intimiste, signé sous le nouveau label Virgin Records If I Could Tell.

### 2000: nouvelles expériences musicales
L’album de 2003 Ethnicity explore les nouveaux sons de la world music. Même si Yanni conserve la part de composition symphonique de sa musique, il y incorpore de nouvelles textures issues des musiques et instruments du monde, et notamment le didgeridoo australien, le violon celtique (fiddle), le duduk arménien et la tabla indienne.

### 2006-2009:Voices
En 2009, Yanni lance son propre label, Yanni-Wake Entertainment, en association avec Disney, et sort l’album Yanni : Voices, dans lequel il collabore avec de nombreux chanteurs pour la première fois dans sa carrière solo. Les concerts et l’album semble rencontrer un grand succès en Amérique du Sud, et notamment au Mexique. L’album est d’ailleurs publié dans la langue sous le titre Yanni : Voces.

### 2011: l’albumTruth of Touch
Le 8 février 2011, Yanni dévoile un nouvel album nommé Truth Of Touch. Il débute ainsi à partir de janvier 2011 une tournée mondiale à travers le Mexique, le Panama, les États-Unis, et le Canada pour quarante dates.
Après une pause de trois mois, Yanni reprend sa tournée en septembre à travers toute l'Asie. Il joue notamment le 28 octobre 2011 à Dubaï aux pieds du Burj Khalifa, le plus haut gratte-ciel du monde. Yanni jouera le 16 et le 17 décembre à San Juan à Porto Rico où il enregistrera son show pour son prochain DVD. Au mois de novembre, Yanni annonce un retour en Amérique du Nord avec un tout nouveau show pour l'année 2012.

### Depuis 2014
Il a reçu l’autorisation des autorités iraniennes (fait exceptionnel pour un musicien occidental) pour organiser en 2014 un concert à Téhéran.
Yanni travaille avec la maison de disques Private Music, créée par Peter Baumann.
En 2014, l’album OVNI Inspirato reprend les grands titres de Yanni interprétés par un orchestre symphonique et le mythique piano, mais surtout agrémentés d'une partie chantée par de grandes voix lyriques (Plácido Domingo, Katherin Jenkins, Renée Fleming, Rolando Villazòn…). En dehors de Ode pour l’Humanité, tous les titres sont rebaptisés pour l’occasion d’un nom italien.
Le 13 décembre 2019 paraît le single Into the Deep Blue, sous le label YanniWorks, un morceau de 5 minutes mêlant percussions et piano, comme une sorte de retour aux sources.

## Discographie
- 1980 : Optimystique
- 1984 : Optimystique (réédition)
- 1986 : Keys to Imagination
- 1987 : Out of Silence
- 1988 : Chameleon Days
- 1989 : Niki Nana
- 1989 : I Love you Perfect - bande originale du film
- 1989 : Heart of Midnight - bande originale du film Au cœur de minuit (en) (Heart of Midnight)
- 1990 : Reflections of Passion
- 1991 : In Celebration of Life
- 1992 : Dare to Dream
- 1993 : In My Time
- 1994 : Yanni Live at the Acropolis
- 1997 : In the Mirror (compilation)
- 1997 : Tribute
- 1999 : Love Songs
- 2000 : If I Could Tell You
- 2003 : Ethnicity
- 2006 : Yanni Live! The Concert Event
- 2009 : Yanni - Voices
- 2010 : Mexicanisimo
- 2010 : The Inspiring Journey (Compilation)
- 2011 : Truth Of Touch
- 2011 : Yanni the storm
- 2012 : Live at El Morro (CD+DVD)
- 2014 : Inspirato
- 2016 : Sensuous Chill

Pour une liste exhaustive, consulter Discographie de Yanni (en) (en anglais).